# La rivolta degli Apaches
La rivolta degli Apaches (Apache Drums) è un film del 1951 diretto da Hugo Fregonese.

## Trama
In un villaggio del west, alla fine dell'Ottocento, il giocatore di professione Sam Leeds viene scacciato dallo sceriffo perché accusato di disordine morale. Quando Sam torna in paese cerca di avvertire la popolazione che gli apache si preparano a sferrare un attacco, ma nessuno gli presta attenzione. Gli indiani caleranno sulla pianura e lo scontro sarà sanguinoso

## Produzione
Il film, diretto da Hugo Fregonese su una sceneggiatura di David Chandler e un soggetto di Harry Brown Jr., fu prodotto da Val Lewton per la Universal Pictures e girato a Tucson e a Cortaro, in Arizona, e nel Red Rock Canyon State Park a Cantil, in California, dal 3 agosto al 6 settembre 1950. Il titolo di lavorazione fu War Dance.

## Distribuzione
Il film fu distribuito con il titolo Apache Drums negli Stati Uniti nel giugno del 1951 (première a New York il 5 maggio) al cinema dalla Universal Pictures. Il film fu redistribuito dalla Realart nel 1956.
Altre distribuzioni:
- in Svezia il 26 dicembre 1951 (Dödstrummorna)
- in Finlandia il 25 aprile 1952 (Kuoleman rummut)
- in Germania Ovest il 5 settembre 1952 (Trommeln des Todes)
- in Austria nell'ottobre del 1952 (Trommeln des Todes)
- nelle Filippine il 28 ottobre 1952
- in Portogallo il 3 febbraio 1953 (A Revolta dos Apaches)
- in Turchia nell'ottobre del 1953 (Kizilderililerin Intikami)
- in Brasile (Flechas da Vingança)
- in Spagna (Tambores apaches)
- in Francia (Quand les tambours s'arrêteront)
- in Grecia (I taxiarhia ton diavolon)
- in Italia (La rivolta degli Apaches)

## Critica
Secondo il Morandini, il film è un "western di basso costo e di buone qualità narrative e formali".